# Frente de los Balcanes
El Frente de los Balcanes fue abierto en 1940 cuando Benito Mussolini ordenó invadir el Reino de Grecia. Las campañas fallidas italianas en los Balcanes, motivaron una respuesta alemana que concluyó con la subyugación de las naciones balcánicas.
Los países que enviaron cantidades importantes de sus ejércitos a este frente fueron: Alemania, Estado Independiente de Croacia, Reino Unido y el Reino de Italia. Los partisanos y guerrilleros de Grecia y Yugoslavia se enfrentaron a las tropas de las fuerzas del Eje, en términos similares a los de un ejército organizado. Tropas de otros países de la Mancomunidad de Naciones también participaron, si bien sus contribuciones no fueron determinantes. Aunque parte de la lucha se llevó a cabo en Albania, las tropas de este país no combatieron ya que habían sido dominadas por Italia meses antes.

## Campaña italo-germana de los Balcanes

### Antecedentes
Al finalizar la Primera Guerra Mundial, Albania logró convertirse en un Estado independiente al desmembrarse el Imperio otomano como un reino. Sin embargo, la autonomía de Albania estaba lejos de ser segura, ya que todos sus vecinos reclamaban territorios de Albania como suyos. Ante la cada vez mayor inmiscusión de Yugoslavia en los asuntos internos albaneses, el regente albanés Zog I buscó el apoyo italiano, sin embargo, la Italia de Mussolini también empezó a intervenir en la política interna del país, tanto así que en 1934 Mussolini intentó implementar la enseñanza del italiano en las escuelas albanesas. En abril de 1939, las tropas italianas entraron a Albania, Zog huyó a París, y su ejército de 13 mil soldados fue rápidamente derrotado.
Mussolini, deseando ver renacer el imperio romano, vio una oportunidad de oro cuando Francia fue derrotada por Alemania en junio de 1940 (véase Batalla de Francia). Cuando el líder fascista se enteró de que Hitler había intervenido en Rumania, permitiendo que el General Ion Antonescu tomara el poder sin siquiera avisarle, montó en cólera, ya que Hitler no había considerado a Italia, aun cuando Rumania formaba parte de los Balcanes, zona de influencia italiana. Consciente de que el Reino de Grecia había forjado lazos militares con el Reino Unido, Mussolini decidió actuar, con la idea de asegurar su futura zona de influencia.
Cuando Hitler se enteró de los planes de Mussolini, el 28 de octubre, voló inmediatamente a Roma para intentar detener esta absurda campaña, ya que el ejército italiano no estaba en condiciones de iniciar una campaña de este tipo todavía. Hitler llegó demasiado tarde ya que Mussolini en persona le contó que sus ejércitos ya habían cruzado la frontera griega de Albania ese mismo día.

### Invasión de Yugoslavia y Grecia
Tal como Hitler había predicho, la improvisada campaña italiana en Grecia no salió bien, y las fuerzas del primer ministro griego Ioannis Metaxas repelieron al ejército invasor de vuelta a Albania. Para mediados de diciembre, los griegos ocupaban una cuarta parte de Albania. Rápidamente la situación se estancó, ya que ningún país tenía suficiente fuerzas para lanzar una ofensiva importante. En marzo de 1941, otro contraataque italiano bajo el mando directo de Mussolini fracasó, humillándolo. Peor aún, la presencia de aviones de la RAF en Grecia alertaron a Hitler, que estaba a punto de invadir a la Unión Soviética y no quería iniciar su ofensiva con la posibilidad de que el Reino Unido ocupara Grecia y bombardeara los pozos petrolíferos de Rumania. Obligado a intervenir en Grecia, Hitler empezó a buscar la manera de cruzar Yugoslavia para así poder llegar a Albania.
El regente de Yugoslavia, el príncipe Pablo, se dio cuenta de que los ejércitos alemanes pensaban cruzar por su territorio para llegar a Albania. Como los Reino de Hungría, Reino de Rumania y Reino de Bulgaria eran aliadas de Hitler, Pablo fue presionado por todos sus vecinos para unirse al Pacto Tripartito. En efecto, el 25 de marzo de 1941, Pablo sucumbió a las amenazas de las fuerzas del Eje, sin embargo, la población serbia se levantó en masa contra su regente y lo derrocaron dos días después.
Encolerizado, Hitler ordenó suspender la operación Barbarroja hasta haber acabado con la resistencia en los Balcanes, por lo que el 6 de abril, desde todas sus fronteras el Reino de Yugoslavia fue atacado y Belgrado fue bombardeada. Después de 11 días de lucha Yugoslavia se rindió y fue dividida entre Alemania, el Reino de Hungría, el Reino de Italia y el Reino de Bulgaria Inmediatamente los croatas fascistas del Ustachá declararon el Estado Independiente de Croacia, estado que ocupó gran parte de las actuales Bosnia y Herzegovina y Croacia.
Al mismo tiempo que Yugoslavia era invadida, las fuerzas alemanas entraron al Reino de Grecia desde el norte. En vista de que la mayoría de los cañones griegos se encontraban en Albania, la potencia de fuego alemana superó a la griega, cuando concluyó la invasión de Yugoslavia, los panzer empezaron a entrar a Grecia y el 9 de abril ya estaban en Tesalónica. Las fuerzas británicas se retiraron a las Termópilas y de ahí a Corinto. Mientras tanto, el I Ejército Griego fue cercado y obligado a rendirse, sin embargo, el comandante griego se negó a hacerlo frente a los italianos. Hitler en persona tuvo que intervenir para salvarguardar el honor de Italia. El 27 de abril las tropas alemanas entraron a Atenas y colocaron la bandera de guerra de Alemania sobre el Acrópolis. Con la guerra en Grecia perdida, entre el 24 y el 28 de abril, unos 43 mil soldados británicos, neozelandeses, griegos y yugoslavos fueron evacuados a Creta. Sin embargo unos 8 mil soldados aliados fueron capturados, además la mayoría de prisioneros de guerra italianos fueron liberados.

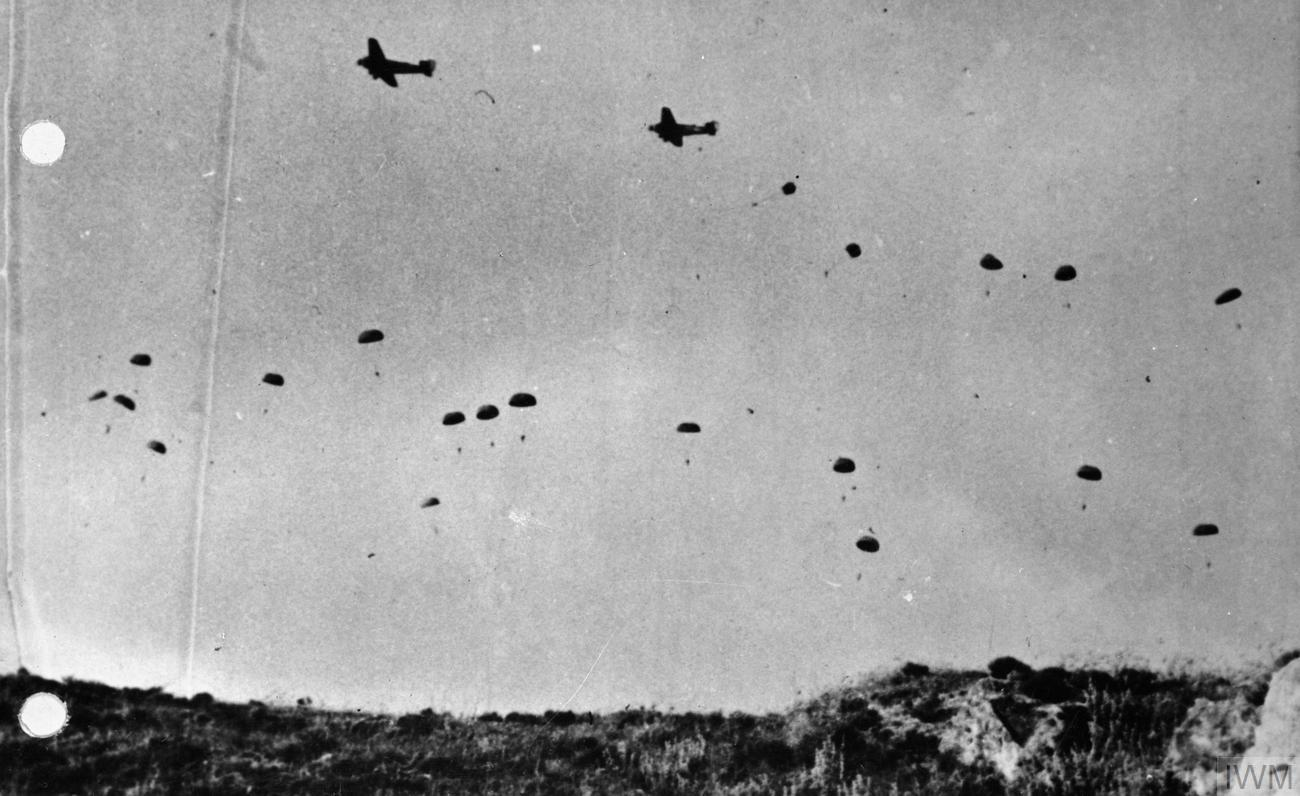
Paracaidistas alemanes caen sobre Creta.

El 20 de mayo, miles de paracaidistas alemanes al mando de Kurt Student aterrizaron sobre Creta, sin embargo sufrieron fuertes bajas, lo que facilitó la evacuación por mar de las tropas aliadas estancadas en la isla griega. Después de una semana de intensos combates (véase Batalla de Creta), la isla finalmente se rindió, sin embargo en este punto la victoria fue considera pírrica, tanto así, que se afirma que el propio Student comentaría después: "Creta fue la tumba de los paracaidistas alemanes". Después de esta operación, Hitler prohibió la utilización de paracaidistas en gran escala.
Al final, la victoria alemana en Grecia se logró gracias al rápido movimiento de los panzer, ventaja tecnológica con las que no contaban en abundancia  las divisiones italianas. Los tanques alemanes irrumpieron en las líneas enemigas y no dejaron que se fortalecieran nuevas líneas de defensa. Alemania perdió 2.500 soldados en la campaña, mientras que las bajas italianas pudieron haber llegado hasta cien mil. Unos once mil soldados aliados fueron capturados, sin contar los de Yugoslavia y Grecia. Muchos historiadores aseguran que la aventura alemana en Grecia demoró en seis semanas a la operación Barbarroja, lo que pudiera haber motivado que los ejércitos alemanes llegaran muy tarde a Moscú, logrando el invierno la suspensión de operaciones, permitiendo que el Ejército Rojo se reorganizara y lograra finalmente repeler a los invasores de vuelta a Alemania.

## Lucha Partisana en los Balcanes

### El Ejército Popular de Liberación de Yugoslavia

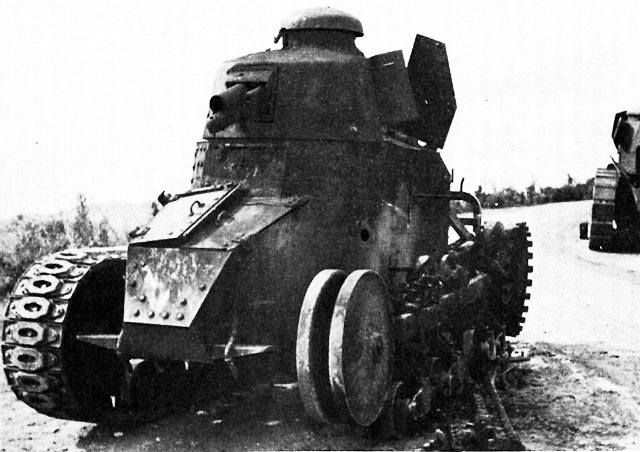
Tanque yugoslavo desmantelado.

Después de la invasión alemana no existió resistencia de ningún tipo en Yugoslavia, hasta que dos meses después Alemania invadió a la Unión Soviética. Desde Moscú se envió el siguiente mensaje al Secretario de la Liga de Comunistas de Yugoslavia Josip Broz, más conocido como el Mariscal Tito: Organice destacamentos partisanos sin demora. Inicie una guerra partisana en la retaguardia del enemigo. El apoyo popular a los partisanos comunistas jamás fue puesto en duda, los pocos yugoslavos que podían simpatizar con Alemania cambiaron de bando, ya que los soldados alemanes empezaron a arrasar villas enteras por cada soldado alemán muerto, además, los croatas del Ustachá iniciaron un genocidio contra los ciudadanos de religión cristiana ortodoxa o musulmán. Peor aún, los curas católicos participaron con entusiasmo en esta "cruzada", realizando conversiones en masa de ortodoxos al catolicismo. Un método eficaz para lograr estas conversiones masivas era quemando las iglesias ortodoxas, en la mayoría de los casos con sus congregaciones todavía adentro.
En el otoño de 1941, los partisanos yugoslavos había logrado limpiar el oeste de Serbia y establecieron una república de corta duración, ya que en noviembre de ese mismo año fueron expulsados a Bosnia.
Mientras Tito se esforzaba por obtener apoyo internacional, Dragoljub Mihajlović, el comandante de los Chetniks o Real Ejército Yugoslavo en la Patria, una fuerza guerrillera realista y anticomunista conformada por serbios, se desligó del movimiento partisano e inició su propia campaña contra las tropas alemanas al mismo tiempo que empezó a combatir a los otros grupos partisanos. Curiosamente, dos hijos de Mihajlović lucharon al lado de Tito contra su padre. En 1943, Gran Bretaña, que había estado apoyando a los chetniks, decidió enviar su ayuda a Tito, ya que salió a la luz el hecho de que en algunos lugares, los chetniks estaban luchando junto con los alemanes contra los partisanos, peor aún, salieron a luz indicios de que los chetniks participaban en la matanza de bosnios. En 1944, el gobierno real yugoslavo en el exilio le ordenó a Mihajlović que se reintegrara a la lucha partisana bajo el mando de Tito, pero este se negó a hacerlo. Cuando la guerra acabó en 1945, los Chetniks se retiraron en parte a Italia y a Austria, sin embargo, la mayoría de estos soldados fueron repatriados a Yugoslavia, donde se les realizaron varios juicios masivos, así como ejecuciones. El propio Mihajlović fue arrestado en Bosnia y ejecutado en 1946.
Siete importantes ofensivas alemanas comandadas por las SS contra los partisanos los derrotaron una y otra vez. Sin embargo, debido a la naturaleza del combate, muchos partisanos escapaban y se reagrupaban en otro lugar. La última ofensiva antipartisana incluyó un ataque aerotransportado contra el cuartel general de Tito en Drvar, pero este logró escapar, si bien con mucha dificultad. En la Conferencia de Teherán se determinó que el movimiento partisano de Tito conocido como el Ejército de Liberación Popular sería el movimiento partisano apoyado por todos los aliados, además la RAF empezó a prestar apoyo a los partisanos, repartiendo suministros principalmente.
En septiembre de 1944, el Ejército Rojo estaba cerca de Yugoslavia, y el ejército de Tito se enfrentaba a 22 divisiones alemanas, por lo que Tito viajó a Moscú a coordinar con Stalin el encuentro de sus dos ejércitos. Tito, por recomendación rusa, viajó de incógnito, hecho que enfureció a Winston Churchill, primer ministro británico. Después de que Tito dejó claro que no pensaba permitir que ni Rusia ni Gran Bretaña intervinieran en los asuntos internos de Yugoslavia, Stalin quedó impresionado por la total independencia que Tito empezó a mostrar en sus decisiones, a diferencia de otros líderes comunistas de Europa Oriental que no se atrevían a contradecir al Kremlin.
El 20 de octubre de 1944, las tropas partisanas y el Ejército Rojo llevaron a cabo la liberación de Belgrado en una operación conjunta, y para el final del año, la mitad oriental de Yugoslavia había sido liberada completamente. Para abril de 1945, Sarajevo fue liberada también, y Croacia y Eslovenia el mes siguiente. Una vez liberada Yugoslavia, los partisanos saltaron a Italia, tomando Trieste un día antes que las fuerzas anglo-estadounidenses.
A petición de Churchill, se celebraron elecciones libres en Yugoslavia. El resultado era predecible: el partido comunista de Tito arrasó en los comicios.

### La resistencia griega

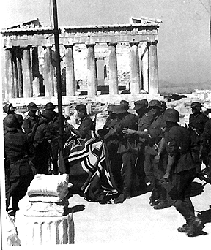
Soldados alemanes se preparan para izar la bandera de guerra alemana en la Acrópolis de Atenas. Dos jóvenes griegos robarían la bandera poco después, por lo que se convirtieron en héroes nacionales.

Cuando Grecia fue ocupada finalmente, un Gobierno títere fue colocado en Atenas. Sin embargo, la economía griega pronto empezó a mostrar los síntomas de un país en guerra. En efecto, en poco tiempo, la inflación galopante y la escasez de alimento acabó con la poca simpatía que los griegos pudieran sentir por su gobierno. Debido a que el gobierno griego que había escapado a Egipto no contaba con ningún tipo de poder, el pueblo empezó a identificarse con el movimiento partisano.
El 30 de mayo, dos jóvenes universitarios escalaron a la cima de la Acrópolis de Atenas, y descolgaron la bandera de guerra de la Wehrmacht, que había sido izada semanas antes. La cada vez mayor intervención de Bulgaria en Grecia, motivó que en la noche entre el 28 y el 29 de septiembre de 1941, la población de Drama asaltara los edificios de las autoridades búlgaras. La violenta represión que siguió este ataque finalizó con más de tres mil griegos de Drama y sus alrededores muertos. La heroica acción en la Acrópolis y la masacre de Drama ocasionó que centenares de hombres se unieran a las filas partisanas.
Los primeros grupos partisanos griegos de importancia fueron el EAM y el EDES. El EAM era controlado por el Partido Comunista Griego (KKE) y poseía una facción militar conocida como ELAS, de tendencia comunista, fue el más popular contando con más miembros que el EDES, de derecha, aunque muchos militares con experiencia, como el general Nikolaos Plastiras se unieron a este último. Poco después la EDES también formó su brazo militar llamado EOEA y luego se declaró en favor de la monarquía. Otros grupos conocidos fueron el EKKA (liberal), el OPLA (extrema izquierda) y el SNOF (macedonio).
Rápidamente las diferencias políticas hicieron mella en los partisanos y cuando era obvio que Alemania iba a perder la guerra, el ELAS y el EOEA se empezaron a atacar entre sí. Para 1944, las ocasionales escaramuzas se habían convertido en una guerra civil (ver guerra civil griega). Para finales de 1944, ELAS gobernaba casi toda Grecia, sin embargo, bajo presión internacional la monarquía fue restaurada.

## Consecuencias

### Cambios políticos
Albania logró recuperar su autonomía y finalmente se convirtió en un estado independiente bajo el mando del otrora líder partisano Enver Hoxha. Durante la guerra fría, Albania lograría desligarse del Pacto de Varsovia sin que esto implicara una aproximación al bloque occidental.
Si bien los comunistas del ELAS tenían el control de más del 60% de Grecia en 1944, presionados por Stalin y otros grupos partisanos, accedieron a formar un gobierno mixto, que finalmente fue desplazando cada vez más a los partidos comunistas. Incontentos por haber sido relegados a un segundo plano, el ELAS reunió de nuevo a unos 100 mil guerrilleros e inició una nueva lucha, esta vez contra el Ejército Griego de 90 mil efectivos (ver guerra civil griega). La ayuda soviética que esperaban los miembros del ELAS quedó defraudada ya que Churchill y Stalin habían llegado a un acuerdo en 1945 dejando a Grecia a la zona de influencia del bloque occidental. Sin apoyo soviético, el ELAS fue derrotado en 1949 y Grecia entró a la OTAN.
En la misma reunión donde Churchill y Stalin decidieron el destino de Grecia, el destino de Yugoslavia también se intentó trazar. En efecto, se determinó que Gran Bretaña y la Unión Soviética compartirían la predominancia política en Yugoslavia, sin embargo, cuando Tito ganó los comicios en noviembre de 1945, proclamó una nueva constitución y en poco tiempo se convirtió en dictador. Las relaciones entre Tito y Stalin siempre fueron tensas, en 1948 Yugoslavia fue expulsada del Kominform y en 1956 promovió la creación del Movimiento de Países No Alineados.

### Cambios territoriales
En el Tratado firmado en París en febrero de 1947, Italia renunció a cualquier al derecho de poseer colonias en todo el mundo, también cedió todas las islas del mar Adriático frente a los Balcanes a Yugoslavia, este país también recibió la península de Istria, la parte occidental de la actual Eslovenia y el puerto de Fiume. La región al norte de la Istria y la ciudad de Trieste fueron colocadas bajo administración internacional bajo el nombre del Territorio Libre de Trieste hasta 1952, fecha en que Italia recibió parte del territorio que corresponde a la actual provincia de Trieste y Yugoslavia tomó el resto.
Las islas del Dodecaneso, bajo dominio italiano desde 1912 (guerra ítalo-turca), fueron administradas por el Reino Unido hasta 1947, fecha en que fueron anexadas al Reino de Grecia bajo fuertes protestas de Turquía.